# ريغا أرينا
ريغا أرينا هي صالة مغطاة تقع في ريغا، لاتفيا. تستوعب الصالة 14،500 مشجع وتم افتتاحها في 15 فبراير 2006.